# Lorenzo Brancati de Lauria
Francesco Lorenzo Brancati di Lauria (Lauria, 1612 - Roma, 30 de noviembre de 1693) fue un sacerdote y cardenal franciscano conventual, teólogo comentarista de Juan Duns Escoto, canonista, escritor de temas de espiritualidad y de misiones.Ocupó altos cargos en la Curia romana.

## Biografía
Nació el año 1612 en Lauria, al sur de Italia, ciudad que entonces pertenecía al Reino de Nápoles. Superada una grave enfermedad en su juventud, el año 1630 ingresó en los franciscanos conventuales de Nola. Estudió en Lecce, Rutigliano y Bari. Luego pasó al Colegio de San Buenaventura de Roma, donde hizo el doctorado. Enseñó filosofía y teología en varias casas de formación: Aversa, Florencia, Ferrara, Bolonia, Roma.
A partir de 1647 fue secretario del General de la Orden y durante algún tiempo guardián del convento de los Doce Apóstoles en Roma. Liberado de cargos, se centró en la redacción de un gran comentario a las Sentencias de Escoto, exponiendo la doctrina de los sacramentos y refutando las tesis jansenistas. Esto le valió ser catedrático en La Sapienza, donde terminó su Epitome Canonum.
Después los papas le confiaron cargos de gran responsabilidad: consultor del Santo Oficio, cardenal en 1681, bibliotecario de la Biblioteca Vaticana y miembro de varias Congregaciones romanas. La lucha contra el quietismo de Miguel de Molinos le llevó a escribir su Opuscula tria de Deo. Fue un hombre de vastos conocimientos, profunda piedad, vida austera y sencilla, generosidad para con los pobres. Durante su cardenalato, permaneció en el convento entre sus hermanos de hábito, observando sus obligaciones de religioso. Murió en el convento de los Doce Apóstoles de Roma el 30 de noviembre de 1693.

## Obras
Lorenzo Brancati de Lauria publicó muchas e importantes obras, entre las que destacan:
- Commentaria in Tertium et Quartum Librum Sententiarum Mag. Ioannis Duns Scoti, en 8 vols., publicados en Roma de 1653 a 1665. Las partes que tratan de las virtudes teologales y cardinales, de las virtudes heroicas y de los milagros, son autoridad aún hoy en las causas de canonización de los santos.
- Epitome Canonum Omnium, Roma 1659, amplísima colección de las fuentes del derecho de la Iglesia.
- Opuscula Octo de Oratione Christiana, Roma 1685, que refuta los errores quietistas del español Miguel de Molinos, examina todas las formas de oración, desde la más sencilla hasta la meditación y contemplación mística, enseña que esta última no suele durar más de media hora, y da consejos de ascética activa.
- Opuscula Tria de Deo, Roma 1687, que trata de la predestinación, la reprobación y la gracia actual.